# هادی محمدی
هادی محمدی (زادهٔ ۱۸ اسفند ۱۳۶۹ در محلات) بازیکن فوتبال اهل ایران است که در پست مدافع برای باشگاه فوتبال سپاهان در لیگ برتر خلیج فارس بازی می‌کند.

## دوران باشگاهی

### سال‌های اولیه
او کار خود را با سطح جوانان آریا تهران آغاز کرد. بعدها به آکادمی‌های جوانان صبای قم و صنعت نفت آبادان پیوست.

### داماش
او در تابستان ۲۰۱۱ به داماش گیلان پیوست. او اولین بازی خود را برای داماش در تاریخ ۱۵ سپتامبر ۲۰۱۲ انجام داد.

### ذوب‌آهن
پس از سقوط داماش گیلان به لیگ آزادگان، محمدی برای مبلغ در حدود ۳٫۵ میلیارد ریال به ذوب‌آهن اصفهان پیوست. و اولین بازی خود را برای ذوب‌آهن در هفته اول مقابل صبای قم انجام داده‌است.

### تراکتور
هادی محمدی دوران سربازی خود را در تراکتور تبریز گذراند.
وی در تابستان سال ۱۳۹۹ با امضای قراردادی به باشگاه فوتبال تراکتور بازگشت و در مسابقات جام باشگاه های آسیا همراه با این تیم بعنوان بهترین مدافع این تورنمت برگزیده شد.

## آمار باشگاهی حرفه‌ای
تا تاریخ ۷ ژانویه ۲۰۲۳
| باشگاه                       | دسته       | فصل        | لیگ  | لیگ | جام حذفی | جام حذفی | آسیا | آسیا | مجموع | مجموع |
| باشگاه                       | دسته       | فصل        | بازی | گل  | بازی     | گل       | بازی | گل   | بازی  | گل    |
| ---------------------------- | ---------- | ---------- | ---- | --- | -------- | -------- | ---- | ---- | ----- | ----- |
| صنعت نفت آبادان              | لیگ برتر   | ۹۰–۱۳۸۹    | ۰    | ۰   | ۰        | ۰        | –    | –    | ۰     | ۰     |
| داماش گیلان                  | لیگ برتر   | ۹۱–۱۳۹۰    | ۰    | ۰   | ۱        | ۰        | –    | –    | ۱     | ۰     |
| داماش گیلان                  | لیگ برتر   | ۹۲–۱۳۹۱    | ۵    | ۰   | ۰        | ۰        | –    | –    | ۵     | ۰     |
| داماش گیلان                  | لیگ برتر   | ۹۳–۱۳۹۲    | ۲۵   | ۱   | ۰        | ۰        | –    | –    | ۲۵    | ۱     |
| ذوب‌آهن اصفهان                | لیگ برتر   | ۹۴–۱۳۹۳    | ۲۷   | ۳   | ۵        | ۰        | –    | –    | ۳۲    | ۳     |
| ذوب‌آهن اصفهان                | لیگ برتر   | ۹۵–۱۳۹۴    | ۲۴   | ۱   | ۵        | ۰        | ۶    | ۱    | ۳۵    | ۱     |
| باشگاه فوتبال تراکتور (قرضی) | لیگ برتر   | ۲۰۱۶–۲۰۱۸  | ۲۷   | ۰   | ۰        | ۰        | ۶    | ۰    | ۳۳    | ۰     |
| باشگاه فوتبال تراکتور        | لیگ برتر   | ۱۳۹۹-      | ۳۸   | ۱   | ۲        | ۰        | ۰    | ۰    | ۴۰    | ۱     |
| مجموع آمار                   | مجموع آمار | مجموع آمار | ۱۴۶  | ۶   | ۱۳       | ۰        | ۱۲   | ۱    | ۱۷۱   | ۷     |

## تیم ملی

### امید ایران
او به تیم ملی فوتبال امید ایران توسط علیرضا منصوریان در سال ۲۰۱۳ به رقابت‌های جام ملت‌های آسیا(انتخابی المپیک) دعوت شد.

### ایران
وی در اردیبهشت ۱۳۹۴ توسط کارلوس کی‌روش به اردوی تمرینی تیم ملی فوتبال ایران دعوت شد.

## افتخارات
- جام حذفی
- قهرمانی در جام حذفی ۹۴–۱۳۹۳ به همراه تیم ذوب‌آهن اصفهان
- قهرمانی در جام حذفی ۹۵–۱۳۹۴ به همراه تیم ذوب‌آهن اصفهان

#### سپاهان
- قهرمانی جام حذفی : ۰۳–۱۴۰۲
- قهرمانی سوپر جام فوتبال ایران ۱۴۰۳